# Hacha de mano

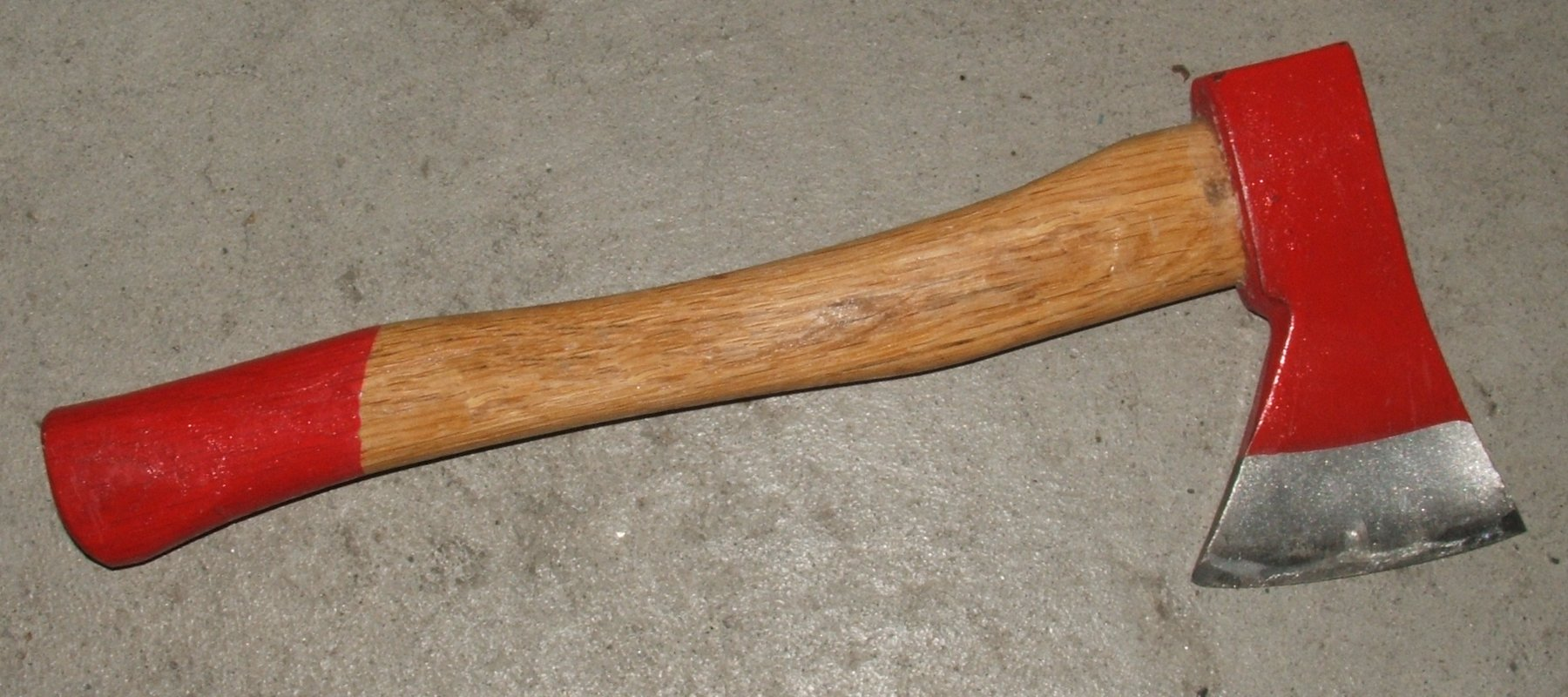
Hacha de mano de carpintero

El hacha de mano  o destral es una herramienta similar al hacha. La diferencia principal es el tamaño, pues el hacha es mucho mayor y se utiliza con las dos manos, y el hacha de mano es más pequeña y puede ser usada con una sola mano. La versión más primitiva del hacha de mano apareció hace alrededor de 1 500 000 (un millón quinientos mil) años, y era utilizada probablemente por el Homo ergaster.
Es una herramienta de trabajo del cuerpo de bomberos y de carpinteros, sirviendo en diversas actividades, desde el corte de leña, hasta construcción civil, jardinería y escultura.
En el escultismo, en el Club de Conquistadores y en el Club de Aventureros, es clavada en un tronco en una ceremonia, simbolizando el inicio de las actividades en los campamentos.